# Задруга
Задруга је сеоска земљопоседничка заједница добара, која је била присутна међу словенским братствима удруженим у племена. Међу Јужним Словенима најдуже се задржала у високопланинским пределима Црне Горе до почетка седамдесетих година 20. века.
Задругу је најчешће сачињавало неколико генерација, једне или више породица, са најстаријим чланом на челу (дјед или старац), чије мишљење су сви уважавали. Важнија питања су се решавала на заједничким окупљањима, која су се називала сабор, збор, савет, веће (старословенски: ветье, руски: вече, у Загорју: скупчина).
Сви чланови задруге, најчешће око 30 особа, су живели заједно и обрађивали заједничку земљу, коју нико није могао самостално наследити. Задруга се састојала од неколико кућа, једне главне и неколико околних у којима су живели млађи брачни парови. Пошто је задруга била заснована на патрилинеарном систему, девојка која би се удала, напуштала је очеву задругу и прелазила у задругу свога мужа.
Задруге су биле уједињене у жупу, а неколико жупа је сачињавало словенско племе. На челу племена је стајао врховни кнез, који се у Јужних Словена називао жупан.
Задруге су нестале крајем 19. века, а од неких већих задруга су настала села. Много данашњих села на Балкану има корен у задругама, а велики број их носи име оснивача. Насеља која потичу из задруга се могу препознати по називима који имају наставке попут: -ивци, -евци, -инци, -ци, -ане, -ене, итд.
У Србији, Босни и Бугарској су се задруге најдуже одржале, највероватније због турске власти. Словени су имали веће изгледе да опстану уједињени у задруге, него појединачне породице. У Србији су задруге опстале све до почетка 20. века, а у западној Бугарској до краја 19. века.
Сматра се да су продор новчане привреде и развој индивидуализма највише утицали на распад словенских задруга.
Иван Јастребов је описао једну задругу у Албанији. У селу Гомсин, чији су житељи сматрали да су Дукађинци је срео и тада реткост. Задругу католика Ђок Пака, која се састојала од 90 душа. Сви су били потчињени изабраној глави породице. По Јастребову, то је остатак старог српског система живљења. Гомсинчани су му причали да тако великих породица више нема али да их је у стара времена у Дукађину било, премда нису достизале ту бројност. И тада су постојале породице које су биле у задругама али нису прелазиле број од 30 душа оба пола.
Речју задруга се може означити и земљорадничка задруга или, пре Другог светског рата, набављачка задруга.